# Dave Morgan
David Morgan (7 de agosto de 1944 – 6 de novembro de 2018) foi um automobilista britânico nascido na Inglaterra que participou do Grande Prêmio da Grã-Bretanha de 1975 de Fórmula 1.